# Alavés (Huesca)
Alavés (en aragonés Alabés o Alavés) es una localidad despoblada española perteneciente al municipio de Sabiñánigo, en la comarca del Alto Gállego, provincia de Huesca, Aragón.

## Geografía
Alavés se encuentra en la parte meridional del término de Sabiñánigo, en la Guarguera, junto a la antigua carretera de Huesca y la autovía Mudéjar, en el puerto de Monrepós. El pueblo está ubicado en un alto entre dos barrancos, que discurren de sur a norte, y desaguan en el Guarga.

## Historia
A finales del siglo XV, la localidad contaba con dos fuegos, que se habían convertido en siete en el siglo XIX, con 43 habitantes, unida a Ordovés, en el municipio histórico de Ordovés y Alavés.

## Demografía
Datos demográficos de la localidad de Alavés desde 1900:
| --                    | -- | 14 | 10 | 6 | -- | -- | -- |
| (Fuente: IAEST e INE) |    |    |    |   |    |    |    |

- No figura en el Nomenclátor desde el año 1950.
- Datos referidos a la población de derecho.

## Patrimonio arquitectónico
En las dos casas que se conservan del lugar -casa López y casa Escartín- pueden apreciarse diversos elementos de arquitectura popular que presentan interés, como una ventana del siglo XVIII o una chimenea.